# 1386 год
1386 (ты́сяча три́ста во́семьдесят шесто́й) год  по юлианскому календарю — невисокосный год, начинающийся в понедельник. Это 1386 год нашей эры, 6‑й год 9‑го десятилетия XIV века 2‑го тысячелетия, 7‑й год 1380‑х годов. Он закончился 639 лет назад.
| Пн | Вт | Ср | Чт | Пт | Сб | Вс |
| 1  | 2  | 3  | 4  | 5  | 6  | 7  |
| 8  | 9  | 10 | 11 | 12 | 13 | 14 |
| 15 | 16 | 17 | 18 | 19 | 20 | 21 |
| 22 | 23 | 24 | 25 | 26 | 27 | 28 |
| 29 | 30 | 31 |    |    |    |    |

| Пн | Вт | Ср | Чт | Пт | Сб | Вс |
|    |    |    | 1  | 2  | 3  | 4  |
| 5  | 6  | 7  | 8  | 9  | 10 | 11 |
| 12 | 13 | 14 | 15 | 16 | 17 | 18 |
| 19 | 20 | 21 | 22 | 23 | 24 | 25 |
| 26 | 27 | 28 |    |    |    |    |

| Пн | Вт | Ср | Чт | Пт | Сб | Вс |
|    |    |    | 1  | 2  | 3  | 4  |
| 5  | 6  | 7  | 8  | 9  | 10 | 11 |
| 12 | 13 | 14 | 15 | 16 | 17 | 18 |
| 19 | 20 | 21 | 22 | 23 | 24 | 25 |
| 26 | 27 | 28 | 29 | 30 | 31 |    |

| Пн | Вт | Ср | Чт | Пт | Сб | Вс |
|    |    |    |    |    |    | 1  |
| 2  | 3  | 4  | 5  | 6  | 7  | 8  |
| 9  | 10 | 11 | 12 | 13 | 14 | 15 |
| 16 | 17 | 18 | 19 | 20 | 21 | 22 |
| 23 | 24 | 25 | 26 | 27 | 28 | 29 |
| 30 |    |    |    |    |    |    |

| Пн | Вт | Ср | Чт | Пт | Сб | Вс |
|    | 1  | 2  | 3  | 4  | 5  | 6  |
| 7  | 8  | 9  | 10 | 11 | 12 | 13 |
| 14 | 15 | 16 | 17 | 18 | 19 | 20 |
| 21 | 22 | 23 | 24 | 25 | 26 | 27 |
| 28 | 29 | 30 | 31 |    |    |    |

| Пн | Вт | Ср | Чт | Пт | Сб | Вс |
|    |    |    |    | 1  | 2  | 3  |
| 4  | 5  | 6  | 7  | 8  | 9  | 10 |
| 11 | 12 | 13 | 14 | 15 | 16 | 17 |
| 18 | 19 | 20 | 21 | 22 | 23 | 24 |
| 25 | 26 | 27 | 28 | 29 | 30 |    |

| Пн | Вт | Ср | Чт | Пт | Сб | Вс |
|    |    |    |    |    |    | 1  |
| 2  | 3  | 4  | 5  | 6  | 7  | 8  |
| 9  | 10 | 11 | 12 | 13 | 14 | 15 |
| 16 | 17 | 18 | 19 | 20 | 21 | 22 |
| 23 | 24 | 25 | 26 | 27 | 28 | 29 |
| 30 | 31 |    |    |    |    |    |

| Пн | Вт | Ср | Чт | Пт | Сб | Вс |
|    |    | 1  | 2  | 3  | 4  | 5  |
| 6  | 7  | 8  | 9  | 10 | 11 | 12 |
| 13 | 14 | 15 | 16 | 17 | 18 | 19 |
| 20 | 21 | 22 | 23 | 24 | 25 | 26 |
| 27 | 28 | 29 | 30 | 31 |    |    |

| Пн | Вт | Ср | Чт | Пт | Сб | Вс |
|    |    |    |    |    | 1  | 2  |
| 3  | 4  | 5  | 6  | 7  | 8  | 9  |
| 10 | 11 | 12 | 13 | 14 | 15 | 16 |
| 17 | 18 | 19 | 20 | 21 | 22 | 23 |
| 24 | 25 | 26 | 27 | 28 | 29 | 30 |

| Пн | Вт | Ср | Чт | Пт | Сб | Вс |
| 1  | 2  | 3  | 4  | 5  | 6  | 7  |
| 8  | 9  | 10 | 11 | 12 | 13 | 14 |
| 15 | 16 | 17 | 18 | 19 | 20 | 21 |
| 22 | 23 | 24 | 25 | 26 | 27 | 28 |
| 29 | 30 | 31 |    |    |    |    |

| Пн | Вт | Ср | Чт | Пт | Сб | Вс |
|    |    |    | 1  | 2  | 3  | 4  |
| 5  | 6  | 7  | 8  | 9  | 10 | 11 |
| 12 | 13 | 14 | 15 | 16 | 17 | 18 |
| 19 | 20 | 21 | 22 | 23 | 24 | 25 |
| 26 | 27 | 28 | 29 | 30 |    |    |

| Пн | Вт | Ср | Чт | Пт | Сб | Вс |
|    |    |    |    |    | 1  | 2  |
| 3  | 4  | 5  | 6  | 7  | 8  | 9  |
| 10 | 11 | 12 | 13 | 14 | 15 | 16 |
| 17 | 18 | 19 | 20 | 21 | 22 | 23 |
| 24 | 25 | 26 | 27 | 28 | 29 | 30 |
| 31 |    |    |    |    |    |    |

## События
- 1350—1490 — Борьба <<трески>> и <<крючков>>. Серия внутренних военных конфликтов, в основном, вокруг титула графа Голландии[1].
- 1353—1420 — Сардинско-арагонская война (второй этап 1365-1388). Военный конфликт между юдикатом Арборея, союзником сардинской ветви семьи Дориа, и Генуей и Сардинским королевством, последнее из которых было частью Арагонской короны[2].
- 1369—1389 — Каролинская война. Второй этап Столетней войны (1337-1453)[3].
- 1370—1388 — война за люнебургское наследство. Военный конфликт, разгоревшийся в Северной Германии за престолонаследие в немецком княжестве Люнебург[4].
- 1385—1424 — Сорокалетняя война на территории современной Мьянмы между мьянманским государством Ава и монским государством Хантавади[5].
- 1386—1404 — Вторжения Тамерлана в Грузию[6].
- 9 мая — заключён Виндзорский договор между Англией и Португалией. Он положил начало англо-португальскому союзу, который был закреплён в феврале 1387 года браком Жуана I, первого португальского короля Ависской династии, с Филиппой Ланкастерской, дочерью Джона Гонта[7].
- 9 июля — битва при Земпахе. Сражение между ополчением Швейцарского союза и австрийскими войсками Габсбургов. Разгром австрийской армии швейцарцами обеспечил признание Габсбургами независимости Швейцарии[8].

### ВКЛ
- 2 февраля — Ягайло, в соответствии с Кревской унией 1385 года, официально польской шляхтой избран польским королём, оставаясь великим князем Литовским[9].
- 15 февраля — Ягайло крещён в Кракове под именем Владислав[9].
- 18 февраля — свадьба Ягайло с Ядвигой[9].
- Февраль — Сигизмунд князь Стародубский, сын литовского князя Кейстута, брат великого литовского князя Витовта, Свидригайло крестились по католическому обряду в Кракове вместе с другими Гедеминовичами[10][11].
- 4 марта — коронация Ягайло[9].
- 10 октября — Дмитрий-Корибут Ольгердович в Луцке подтвердил записями в верности Владиславу II, его жене королеве Ядвиге Анжуйской, а также Польской Короне[12].
- Крещение всех братьев Ягайло[9].

## Русь
Правление: 1363—1389 — Дмитрий Иванович Донской
- Начало года — смоленский князь Святослав Иванович и полоцкий князь Андрей Ольгердович заключили наступательный союз против ВКЛ и предприняли совместный военный поход на Витебск и Оршу[13].
- 12 апреля — союзными войсками начата осада Мстиславля, пытаясь вернуть под свой контроль. Действия войск не нашло поддержки у местного населения, носили карательный характер, что вызвало осуждение русских летописцев[13].
- 29 апреля — на помощь осаждённым подошли литовско-польские войска во главе с Скиргайло[13].
- 29 апреля — Битва на реке Вихре: войско смоленского князя Святослава Ивановича разбито литовцами, а сам он погиб (как и его племянник Иван Васильевич)[12].
  - Юрий Святославич, вместе с братом Глебом Святославичем (сыновья Святослава Ивановича) попали в литовский плен после битвы на Вихре[14].
  - Май 1386—1392 — Юрий Святославич первый раз становится великим смоленским князем (второй раз: 1401-1404). Правление получил от Гедеминовичей (был женат на внучке Ольгерда)[14].
  - Сентябрь — Юрий Святославич подписал в Вильно договор о союзе и об оказании помощи литовской стороне в борьбе с польским королём Владиславом II Ягайло и литовским князем Скиргайло[14].
  - Большая часть населения Смоленска погибла во время эпидемии[15].
- Сентябрь — Фёдор Ольгович женится на Софье Дмитриевне, старшей дочери Дмитрия Донского[16].
- Осень — Дмитрий Донской посылает своих бояр встречать в Полоцкой земле своего сына Василия Дмитриевича, возвращающегося из ВКЛ[17].
- Зима 1386/1387 — Дмитрий Донской с Владимиром Андреевичем и многочисленной ратью из разных русских земель совершает поход на Великий Новгород, в наказание за то, что ранее новгородцы взяли разбоем Кострому и Нижний Новгород. Новгородский архиепископ Алексий пытался отговорить Донского от кровопролития, но безуспешно. Русские войска разоряют сельскую округу города. Новгородцы вновь посылают посольство, которое заключило мир по старине, а за виновных выплачивают князю 8000 рублей серебра с прибавлением чёрного бора. Донской посылает в В. Новгород своих наместников[17].
- Зима 1386/1387 — возвращается бежавший из Орды Родослав Ольгович, сын Олега Ивановича Рязанского[16].
- 1386—1387 — Киприан совершил поездку в Константинополь[18].

## Начало правления
См. также: Список глав государств в 1386 году
- 4 марта 1386—1434 — король Польши Владислав Ягелло (ок. 1350-1434)[12].
- 1386—1418 — Господарь Валахии Мирча Старый.

## Наука
- 1 октября — основан Гейдельбергский университет, старейший на территории Германии.

## Родились
См. также: Категория:Родившиеся в 1386 году
- Евфросин Псковский — преподобный Русской церкви, основатель Спасо-Елеазаровского монастыря.

## Скончались
См. также: Категория:Умершие в 1386 году
- 29 апреля — Святослав Иванович, великий князь смоленский (1359-1386)[13].